# UFC on Fuel TV: Sanchez vs. Ellenberger
UFC on Fuel TV: Sanchez vs. Ellenberger (conosciuto anche come UFC on Fuel TV 1) è stato un evento di arti marziali miste tenuto dalla Ultimate Fighting Championship il 15 febbraio 2012 al Omaha Civic Auditorium a Omaha, Nebraska, Stati Uniti d'America.

## Retroscena
Questo evento fu il primo trasmesso sulla rete statunitense Fuel TV come parte di un accordo settennale tra UFC e il network.
Malgrado le notizie iniziali, la card preliminare venne trasmessa in diretta su Facebook.
Rani Yahya avrebbe dovuto affrontare Jonathan Brookins in questo evento ma fu costretto a rinunciare a causa di un infortunio venendo rimpiazzato da Vagner Rocha.
L'evento prevedeva anche la sfida tra Sean Loeffler e Buddy Roberts, ma qualche minuto prima della sfida Loeffler s'infortunò alla caviglia durante il riscaldamento pre-gara all'interno del suo camerino e il match saltò.

## Risultati

### Card preliminare
- Incontro categoria Pesi Leggeri:  Tim Means contro  Bernardo Magalhaes

Means sconfisse Magalhaes per decisione unanime (30–27, 30–26, 30–26).
- Incontro categoria Pesi Leggeri:  Anton Kuivanen contro  Justin Salas

Salas sconfisse Kuivanen per decisione unanime (30–27, 30–27, 29–28).
- Incontro categoria Pesi Piuma:  Jonathan Brookins contro  Vagner Rocha

Brookins sconfisse Rocha per KO (pugni) a 1:32 del primo round.

### Card principale
- Incontro categoria Pesi Gallo:  Ivan Menjivar contro  John Albert

Menjivar sconfisse Albert per sottomissione (strangolamento da dietro) a 3:45 del primo round.
- Incontro categoria Pesi Gallo:  T.J. Dillashaw contro  Walel Watson

Dillashaw sconfisse Watson per decisione unanime (30–25, 30–25, 30–26).
- Incontro categoria Pesi Massimi:  Stipe Miočić contro  Phil De Fries

Miocic sconfisse De Fries per KO (pugni) a 0:43 del primo round.
- Incontro categoria Pesi Medi:  Aaron Simpson contro  Ronny Markes

Markes sconfisse Simpson per decisione divisa (29-28, 28-29, 29-28).
- Incontro categoria Pesi Massimi:  Stefan Struve contro  Dave Herman

Struve sconfisse Herman per KO Tecnico (pugni) a 3:52 del secondo round.
- Incontro categoria Pesi Welter:  Diego Sanchez contro  Jake Ellenberger

Ellenberger sconfisse Sanchez per decisione unanime (29–28, 29–28, 29–28).

## Premi
Ai vincitori sono stati assegnati 50.000$ per i seguenti premi:
- Fight of the Night:  Diego Sanchez contro  Jake Ellenberger
- Knockout of the Night:  Stipe Miočić
- Submission of the Night:  Ivan Menjivar